# Jan Szembek
Le comte Jan Szembek (Jean Szembek en français), né le 11 juillet 1881 à Poręba Żegoty en Autriche-Hongrie et décédé le 9 juillet 1945 à Estoril au Portugal, est un diplomate polonais. Il est l'un des plus influents diplomates des dernières années de la Deuxième République polonaise et un proche associé de Józef Beck.

## Biographie
Jean Szembeck né dans le sud de la Pologne à Poręba Żegoty, alors partie de l'empire des Habsbourg, d'une ancienne famille de la noblesse polonaise. Il est diplômé de l'Université de Vienne puis occupe un poste de greffier du gouvernement autrichien en Bosnie (1905-1908). En 1908, il s'installe à Cracovie. En 1919, après que la Pologne retrouve son indépendance, Szembek est nommé chargé d'affaires (1919-1921) puis ambassadeur de Pologne à Budapest (1921-1924), à Bruxelles (1925) et à Bucarest (1927-1932). Après son retour en Pologne, il occupe le poste de secrétaire adjoint au ministère des Affaires étrangères, à Varsovie.
Il quitte la Pologne le 17 septembre 1939 avec d'autres membres du gouvernement. Son domicile, situé dans le village de Młoszowa, près de Trzebinia, est saccagé par les Allemands, qui brûlent notamment sa bibliothèque personnelle.

## Distinctions
- Commandeur avec étoile de l'ordre Polonia Restituta (Pologne)
- Grand-croix de l'ordre du Christ (Portugal)
- Grand-croix de l'ordre national de la Croix du Sud  (Brésil)
- Grand-croix de l' ordre de la Couronne d'Italie
- Grand-croix l'ordre de la Couronne de chêne (Luxembourg)
- Grand-croix l'ordre de la Couronne (Roumanie)
- Grand-croix l'ordre de l'Étoile de Roumanie
- Grand-croix de l'Ordre du Mérite (Hongrie)
- Grand-croix l'ordre des Trois Étoiles (Lettonie)
- Grand officier de la Légion d'honneur (France)
- Grand-croix de l'ordre du Phénix (Grèce)
- Grand-croix de l'ordre de l'Étoile blanche d'Estonie